# Zoetermeersche Meerpolder
De Zoetermeersche Meerpolder is een polder en voormalig waterschap in de plaats Leidschendam en de gemeente Zoetermeer, in de Nederlandse provincie Zuid-Holland.
Het waterschap was verantwoordelijk voor de vervening, drooglegging (voltooid in 1614) en later de waterhuishouding in de polders.
De polder heeft een voornamelijk agrarisch karakter. De NAM heeft in het verleden aardolie gewonnen op een aantal locaties in en nèt naast de polder. Er stonden toen zogenaamde jaknikkers. Deze locaties zijn inmiddels buiten gebruik maar nog wel herkenbaar in het landschap.

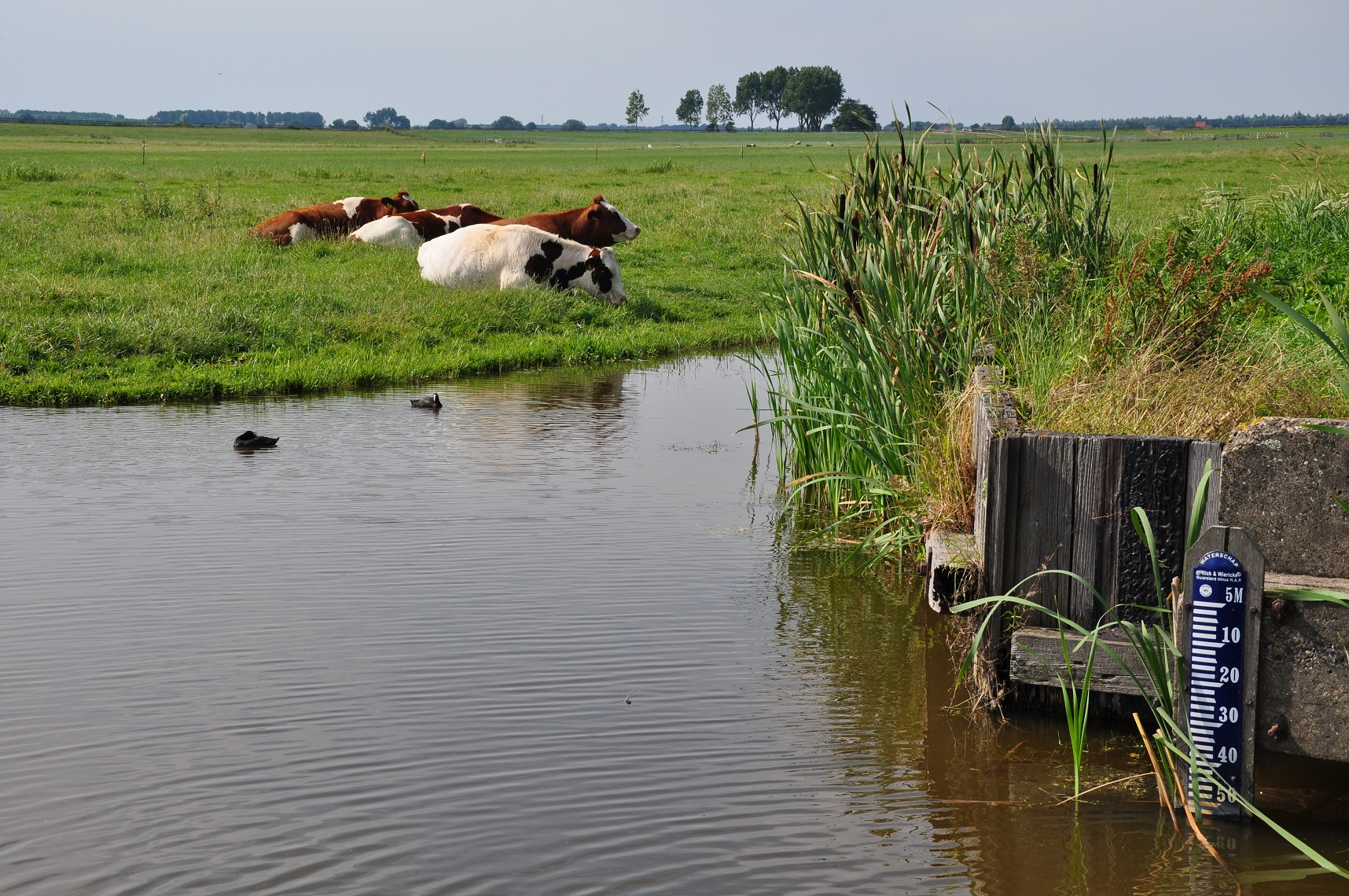
De Zoetermeerse Meerpolder, met een waterpeil van 5,53 meter beneden NAP. Op de peilschaal staat nog Wilck en Wiericke.